# Бионикл: Легенда возрождается
«Бионикл: Легенда возрождается» (англ. Bionicle: The Legend Reborn) — научно-фэнтезийный полнометражный мультфильм 2009 года, вышедший сразу на цифровых носителях, основанный на одноимённой серии экшен-фигурок от «Lego». В отличие от трилогии Miramax Films, дьстрибьюцией четвёртой части занималась Universal Pictures Home Entertainment. В центре сюжета фигурируют персонажи линейки 2009 года. «Легенда возрождается» была выпущена 15 сентября 2009 года в США и Канаде, 5 октября 2009 года в Великобритании и 2 сентября 2009 года в Австралии.

## Сюжет
Мата Нуи, Великий Дух вселенной Маторанов, был изгнан своим «братом», злым Макутой Теридаксом. Теридакс завладел гигантским роботизированным телом Мата Нуи, дух которого перенёсся в легендарную Маску Жизни Канохи. Затем Теридакс выбросил маску в космос и начал захватывать вселенную Маторанов.
Маска приземляется на близлежащую Бара Магну, отдаленную, разрушающуюся планету, заполненную ломом и полированным металлом. Жук-скарабакс наблюдает за тем, как Маска жизни создаёт тело для Мата Нуи, который поднимает Скарабакса. Жук, позже названный Щелчком, при соприкосновении с маской превращается в живой щит. В этот момент, на Мата Нуи нападает скорпионоподобное существо по имени Ворокс. После непродолжительной борьбы Мата Нуи удаётся отломить его жало и прогнать. Мата Нуи использует жало в качестве оружия и встречает жителя планеты по имени Метус, который предупреждает Мата Нуи о жестоких Охотниках за костями и Скраллах.
Метус, вербовщик уроженцев Агори, провожает Мата Нуи в огненную деревню Вулканус, рассказывая о жизни на Бара Магне. Жители деревни собирают оставшиеся обломки, строят укрытия, снаряжение для выживания и арены, где они могут уладить свои споры, выставляя друг против друга лучших Глаториан, бойцов ростом выше Агори. Метус знакомит Мата Нуи с Раану, лидеру Агори Вулкануса, во время битвы между Страаком и Аккаром. Стракк проигрывает, однако наносит Аккару удар в спину. Мата Нуи вступается за Аккара, ненароком используя свою маску, чтобы превратить жало в меч. Он заставляет Стракка сдаться, после чего заводит дружбу с Аккаром.
Позже Метус пытается завербовать Мата Нуи в качестве Глаториана, но тот отказывается. Аккар знакомит героя с Кииной, дерзкой Глаторианкой из водной деревни Таджун. В обмен на то, чтобы показать Мата Нуи и Аккару секретную пещеру под Таджуном, Киина просит Мата Нуи взять её с собой на его родную землю. По пути в Таджун троица попадает в засаду рахи Скопио в каньоне Сандрей вместе с группой Охотников за костями, которым неизвестный предатель Агори раскрыл базу Глаториан. Попав в ловушку Скопио и Охотников за костями под обвалом, они обнаруживают, что Таджун подвергся нападению в отсутствие Киины. После спасения раненого новичка Глаториана, Грэша, герои следуют за Кииной в пещеру, и Грэш сообщает им, что деревня была атакована Скраллом и Охотниками за костями, которые работали вместе. Аккар выражает сомнения относительно того, что они являются соперничающими племенами, пока группа не замечает Туму, лидера Скраллов, обыскивающего руины с группой Охотников за костями. В пещерах они также встречают вора Берикса. Пока Берикс присматривает за Грэшем, остальные трое обнаруживают лабораторию, содержащую чертеж бывшего тела робота Мата Нуи, намекая, что Бара Магна может быть связана с Маторанами.
Когда Глаторианцы уходят, Грэш сообщает, что его оружие было повреждено. Аккар задаётся вопросом, подействует ли маска Мата Нуи на Глаторианское оружие, будучи свидетелем трансформации Щелчка на арене. Мата Нуи успешно ремонтирует и трансформирует оружие, наделяя Глаторианцев элементальными способностями огня, воды и воздуха. По прибытии на родину Грэша, деревню в джунглях Тесара, Аккар учит Мата Нуи сражаться в ближнем бою. Также Глаторианцы останавливают драку между Вастусом и Тариксом, призывая Агори объединить свои деревни против альянса Скраллов и Охотников за костями. Мата Нуи проявляет себя, трансформируя оружие Тарикса и Вастуса.
Киина следует за Бериксом к горячим источникам за пределами деревни, убежденная, что тот является предателем. Тем не менее, обоих захватывает в плен настоящий предатель. Получив сообщение от Метуса, Мата Нуи игнорирует предложения Аккара и Грэша о помощи и самостоятельно отправляется в лагерь Скраллов в каменной деревне Рокстус.
Мата Нуи противостоит Туме и бросает ему вызов один на один за свободу Киины и Берикса, и в конечном итоге побеждает его, используя уязвимое место на спине Тумы, забирая вражеский щит с циркулярной пилой. Предателем оказывается Метус, который убедил Охотников за костями и Скраллов объединиться, намереваясь вести их против Агори, чувствуя, что они никогда не уважали его. Рассуждая, что он захватит Бара Магну до того, как Глаторианы раскроют его предательство, он приказывает Скраллам и Охотникам за костями убить Мата Нуи, Киину и Берикса, но огромное существо, состоящее из других жуков-скарабаксов, вызванных Щелчком, отвлекает их внимание, позволяя Мата Нуи использовать щит Тумы, чтобы освободить Киину и Берикса. К ним присоединяются Аккар и Грэш, которые ведут нескольких Глаторианцев против объединённой армии. Берикс побеждает нескольких Охотников за костями, несмотря на свою некомпетентность, но пропадает во время боя. Мата Нуи захватывает и побеждает Метуса, превращая его в змею, как олицетворение того, кем тот является на самом деле, и заставляет Глаторианцев объединить свои силы против волн Скраллов и Охотников за костями, вынуждая их отступить.
Наблюдая за объединёнными усилиями жуков Агори, Глаторианцев и Скарабаксов, они замечают, что объединённые деревни образовали большое роботизированное тело, подобное тому, в котором когда-то обитал дух Мата Нуи. Затем Берикс показывает монету с символами Единства, Долга и Судьбы, столпов Бара Магны, символами Маски Жизни с одной стороны и символами Скралла с другой. Когда Мата Нуи понимает, что подобный лабиринту символ образует карту, команда готовится отправиться в следующее приключение.

## Роли озвучивали
| Актёр                 | Роль           |
| --------------------- | -------------- |
| Майкл Дорн            | Мата Нуи       |
| Джим Каммингс         | Аккар          |
| Марла Соколофф        | Киина          |
| Джеймс Арнольд Тэйлор | Берикс, Вастус |
| Марк Фамиглетти       | Грэш           |

| Актёр            | Роль                                |
| ---------------- | ----------------------------------- |
| Дэвид Лесур      | Метус                               |
| Армин Шимерман   | Раану                               |
| Джефф Беннетт    | Стракк, Тарикс                      |
| Ди Брэдли Бейкер | Охотники за костями, Скралл, Ворокс |
| Марк Балдо       | Жители джунглей                     |

## Производство
В отличие от первых трёх фильмов, «Легенда возрождается» была спродюсирована Threshold Entertainment и выпущена Universal Studios Home Entertainment, в то время как оригинальная трилогия была произведена Creative Capers Entertainment и распространена Miramax Home Entertainment. Прочитав сценарий, режиссёр Марк Балдо предложил роль Мата Нуи Майклу Дорну, актёру, известному по «Звёздный пути».

## Критика
Мультфильм получил смешанные, преимущественно негативные отзывы от критиков и зрителей. На сайте IMDb картина получила оценку 5,2/10 На агрегаторе Rotten Tomatoes рейтинг свежести от зрителей составил 53 % со средней оценкой 3,3/5.

## Отменённое продолжение
Первоначально, «Легенда возрождается» должна была стать началом новой анимационной трилогии, однако производство сиквелов было отменено из-за того, что Lego закрыла линейку игрушек в 2010 году. История была завершена через другие средства массовой информации, включая комиксы и веб-произведение под названием «Сага о Мата Нуи».